# FS E.453
Die E.453 waren zwei Ende der 1980er Jahre gebaute Prototypen von vierachsigen Elektrolokomotiven der italienischen Ferrovie dello Stato (FS), die für den Einsatz vor Güterzügen bestimmt waren. Sie waren technisch sehr ähnlich zu den für den Personenverkehr gebauten E.454. Beide Varianten hatten nur einen Führerstand.

## Geschichte
Während die E.454 für Wendezüge vorgesehen war, sollte die Güterzuglokomotive als Doppellokomotive bestehend aus zwei E.453 vor besonders schweren Zügen oder auf Gebirgsstrecken eingesetzt werden. Die maximal mögliche Zugkraft von 2 × 221 kN überstieg allerdings die Grenzen der damals verwendeten Zughaken.
In den Jahren 1989 bis 1990 wurden die beiden von Pininfarina gestalteten Lokomotiven abgeliefert. Nach der Erprobung wurden die Lokomotiven im Raum Florenz, im Besonderen auf der Strecke nach Pisa eingesetzt.
Das Projekt der E.453 wurde schnell aufgegeben, es sollten bloß 250 Stück der Personenzugversion E.454 bestellt werden und die beiden E.453 ebenfalls zu E.454 umgebaut werden. Der Auftrag wurde aber nicht vergeben, da einerseits die angewandte Technik mit Chopper und Gleichstrom-Fahrmotoren Ende der 1980er Jahre bereits überholt war, anderseits das Industrie-Konsortium zerbrach.
Die E.453 wurden nach wenigen Jahren abgestellt und dienten nur noch als Ersatzteilspender für die E.454, bevor sie abgebrochen wurden.

## Technik
Die Lokomotive wurden von einem Konsortium gebaut. Breda zeichnete für den Lokomotivkasten verantwortlich. Dieser wies auf der linken Seite Lüftungsgitter auf, auf der rechten Seite eine geschlossene Seitenwand. Ungewöhnlich war die Anordnung der Einstiegstüren, die sich nicht direkt hinter dem Führerstand befanden, sondern hinter dem vorderen Drehgestell angeordnet waren. Durch diese Anordnung wurde die Struktur des Lokkastens im Frontbereich weniger geschwächt im Vergleich zur klassischen Anordnung der Türen. Die Drehgestelle inklusive der Antriebe stammten von Fiat, die Fahrmotoren von Ansaldo und die beiden Chopper von ABB Tecnomasio.
Die E.453 gehörte zur Gruppe der neuen Einheitslokomotiven, die Ende der 1980er Jahre entwickelt wurde, der aber leider kein großer Erfolg beschieden war. Dazu gehörten die für Sardinien gebauten, aber nie eingesetzten 25 kV-Lokomotiven der Baureihen E.491 und E.492 und die bereits als Projekt aufgegebenen Baureihen E.665 und E.666, sowie die E.844.